# Estação Ferroviária de Olivais

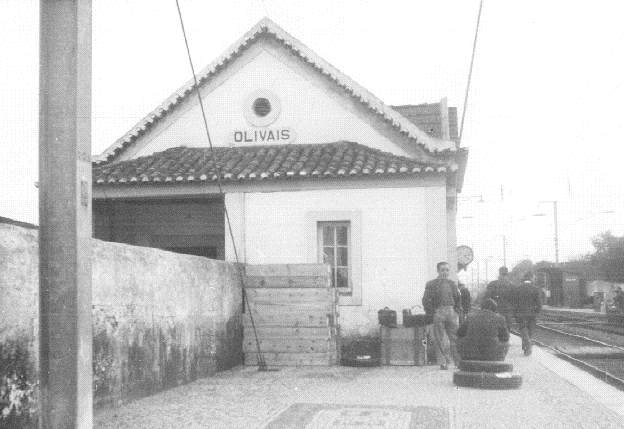
Aspeto da Estação Ferroviária dos Olivais na década de 1960.

A Estação Ferroviária de Olivais, originalmente denominada de Olivaes, foi uma gare ferroviária da Linha do Norte, que servia a vila de Olivais, no município de Lisboa, em Portugal. Esta interface foi demolida para permitir a construção da Gare do Oriente.

## História
Durante a fase de planeamento da futura Linha do Norte, o engenheiro Thomaz Rumball apresentou, no seu relatório de 7 de Dezembro de 1852, duas propostas para o traçado de Lisboa a Santarém, com uma delas a iniciar-se num ponto perto da fundição e a seguir ao longo da margem do Rio Tejo, passando pelo Poço do Bispo e por Olivais. O primeiro projecto para o lanço da linha entre Lisboa e Santarém fazia a linha sair do Intendente, mantendo-se a passagem por Olivais, tendo o ponto de origem sido posteriormente mudado para a futura estação de Lisboa-Santa Apolónia.

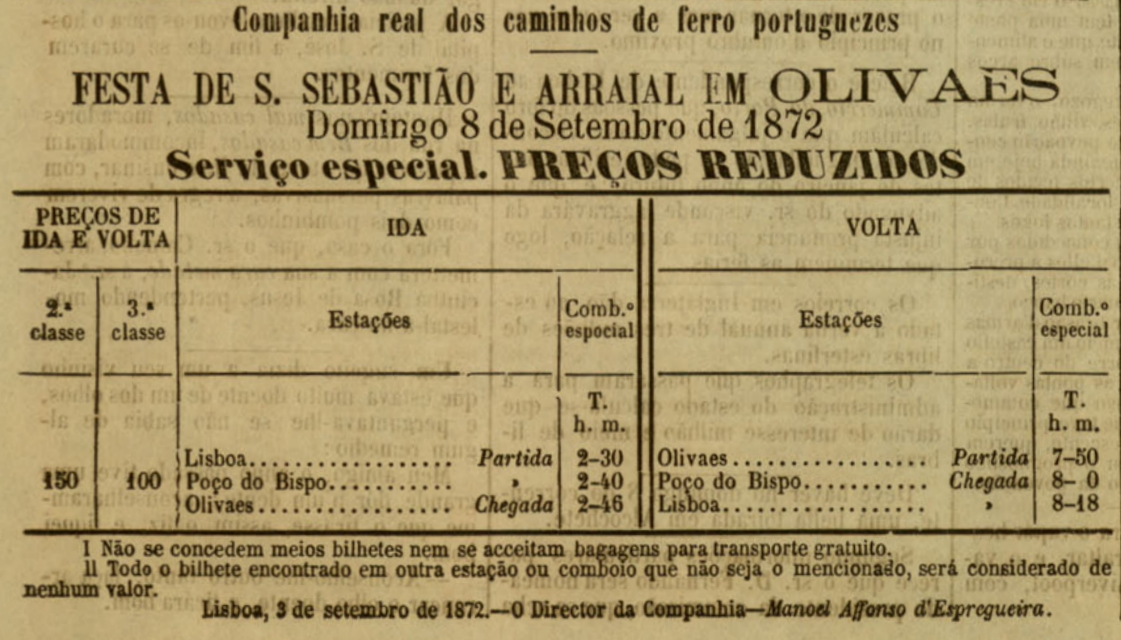
Anúncio de 1872 da Companhia Real, para bilhetes de ida e volta de Lisboa até Olivais a preços especiais, por ocasião da festa de São Sebastião. A estação de Olivais surge com o nome original, Olivaes.

Esta estação fazia parte do troço entre Lisboa e o Carregado da Linha do Norte, que foi inaugurado no dia 28 de Outubro de 1856, pela Companhia Central e Peninsular dos Caminhos de Ferro em Portugal, e posteriormente passada para a Companhia Real dos Caminhos de Ferro Portugueses. Na altura da inauguração, Olivais era a primeira estação fora de Lisboa.
Em 1857, a estação de Olivais tinha serviço de passageiros e bagagens, nas três classes. No dia 5 de Setembro de 1891, o comboio real para a inauguração da Linha da Beira Baixa teve uma paragem nesta estação.
Em 15 de Abril de 1890, entrou ao serviço a segunda via no lanço entre Olivais e o Carregado.

Para a Exposição do Mundo Português, em 1940, a Companhia dos Caminhos de Ferro Portugueses formou vários comboios especiais entre Sacavém até Belém, que tinham paragem em Olivais.